# Wilbrandia hibiscoides
Wilbrandia hibiscoides är en gurkväxtart som beskrevs av Silva Manso. Wilbrandia hibiscoides ingår i släktet Wilbrandia och familjen gurkväxter. Inga underarter finns listade i Catalogue of Life.